# Amphilita arcuata
Amphilita arcuata är en fjärilsart som beskrevs av D. Jones 1908. Amphilita arcuata ingår i släktet Amphilita och familjen nattflyn. Inga underarter finns listade i Catalogue of Life.